# Deaflympische Zomerspelen 2005
De XXIe Deaflympische Zomerspelen werden in 2005 in Melbourne, de hoofdstad van de Australische deelstaat Victoria gehouden. De Spelen duurden van 5 tot en met 16 januari. Er deden zo'n 2.038 atleten uit 63 landen mee. 

## Toewijzing
Voor de spelen van 2005 hadden twee steden zich kandidaat gesteld, Melbourne en Košice, Slowakije. Melbourne werd gekozen als gastheer voor de 20ste Deaflympische Zomerspelen.

## Sporten
Er stonden 16 sporten op het programma. 

## Medaillespiegel
In onderstaande tabel de top 10. Het gastland heeft een blauwe achtergrond. De gegevens zijn in overeenstemming met de ranglijst zoals die door de organisatie is opgesteld.
| Plaats | Land                | NPC | Goud | Zilver | Brons | Totaal |
| 1      | Oekraïne            | UKR | 21   | 17     | 14    | 52     |
| 2      | Rusland             | RUS | 13   | 17     | 26    | 56     |
| 3      | Zuid-Afrika         | RSA | 13   | 4      | 2     | 19     |
| 4      | Verenigde Staten    | USA | 9    | 12     | 12    | 33     |
| 5      | Chinees Taipei      | TPE | 9    | 4      | 3     | 16     |
| 6      | Iran                | IRI | 8    | 6      | 5     | 19     |
| 7      | Zuid-Korea          | KOR | 7    | 5      | 2     | 14     |
| 8      | Duitsland           | GER | 6    | 15     | 17    | 38     |
| 9      | China               | CHN | 5    | 8      | 4     | 17     |
| 10     | Verenigd Koninkrijk | GBR | 5    | 6      | 6     | 17     |

## Deelnemende landen

### Belgische prestaties[1]
| #     | naam                                                           | sport          | onderdelen                  |
| ----- | -------------------------------------------------------------- | -------------- | --------------------------- |
| Brons | Koen Adriaenssens                                              | Zwemmen        | 300 m. schoolslag (mannen)  |
| 6de   | Koen Adriaenssens                                              | Zwemmen        | 200m. wisselslag (mannen)   |
| 8ste  | Koen Adriaenssens                                              | Zwemmen        | 50 m. schoolslag (mannen)   |
| 4de   | Kristof De Weerdt Bart Dumelie                                 | Beachvolleybal | (mannen)                    |
| 6de   | Marina Demunter Karolien Olislagers                            | Beachvolleybal | (vrouwen)                   |
| 7de   | Jessica Jarych                                                 | Zwemmen        | 100 m. vrije slag (vrouwen) |
| 7de   | Jessica Jarych                                                 | Zwemmen        | 400 m. vrije slag (vrouwen) |
| 7de   | Jessica Jarych                                                 | Zwemmen        | 50 m. vlinderslag (vrouwen) |
| 7de   | Jessica Jarych                                                 | Zwemmen        | 50 m. vrije slag (vrouwen)  |
| 5de   | Mathieu Loicq, Kurt Van Dam                                    | Tafeltennis    | dubbelspel (mannen)         |
| 6de   | Mathieu Loicq, Christophe Mallieu, Gauthier Raes, Kurt Van Dam |                |                             |
| 7de   | Jorn Rijckaert                                                 | zwemmen        | 100 m. schoolslag           |
| 8ste  | Jorn Rijckaert                                                 | zwemmen        | 200 m. schoolslag           |

### Nederlandse prestaties[2]
| #    | naam | sport       | onderdelen                     |
| ---- | --- | ----------- | ------------------------------ |
| Goud | Frank Simon Cornelis Braan Martin Visser | Bowlen      | duo's (mannen)                 |
| 6de  | Frank Simon Cornelis Braan, Johannes Petrus de Boer, Justus Theodorus Nicolaas Duivenvoorden, Pascal Rene Gerard Moity, Martin Visser | Bowlen      | team (mannen)                  |
| 4de  | Frank Simon Cornelis Braan, Justus Theodorus Nicolaas Duivenvoorden, Martin Visser | Bowlen      | trio (mannen)                  |
| 4de  | Eric Brugman, Martin Brugman | Tennis      | dubbelspel (mannen)            |
| 8ste | Jacobus Castelijns, Alexander Pascal Demkes, Benjamin Demkes, Johan Klein Brinke, Jermaine Klosteren, Bram Koopmans, David Olthof, Adonan Peljto, Marc Stouten, Tjandé Abraham-Alexander Syaranamual, Anthony Tilgenkamp, Rick Valkenburg, Rolf van der Raadt, Jaap van der Snee, Michael van der Staal, Ad van Dongen, Alistair van Kreel, Dave Vermeegen, Leon Vonk | Voetbal     | (mannen)                       |
| 7de  | Justus Theodorus Nicolaas Duivenvoorden | Bowlen      | singles (mannen)               |
| 4de  | Justus Theodorus Nicolaas Duivenvoorden | Bowlen      | masters (mannen)               |
| 4de  | André G. van Nifterik | Schietsport | 25 m. snelvuurpistool (mannen) |
| 6de  | Martin Visser | Bowlen      | singles (mannen)               |